# 宁波佛教居士林
29°52′12.102″N 121°32′19.697″E / 29.87002833°N 121.53880472°E
佛教居士林是一处佛教居士的宗教活动场所，位于中国浙江省宁波市海曙区柳汀街98号。它是月湖柳汀岛上的三座祠庙之一，西侧为纪念唐朝诗人贺知章的贺秘监祠，东侧是祭祀关羽的关帝庙。不收门票。

## 历史
宁波佛教居士林渊源于元初。1782年改为玄坛殿。1934年改为佛教居士林。1956年被毁。1989年由徐文芳恢复。1996年11月，佛教居士林被公布为海曙区文物保护单位。

## 建筑
宁波佛教居士林已修复弥勒殿、大雄宝殿、圆通殿、三圣殿、地藏殿、念佛堂等六座佛殿以及藏经楼。